# Congridae
Congridae é uma família de peixes actinopterígeos pertencentes à ordem Anguilliformes, subordem Congroidei.
A família Congridae possui 3 subfamílias e 30 gêneros:

### Subfamílias

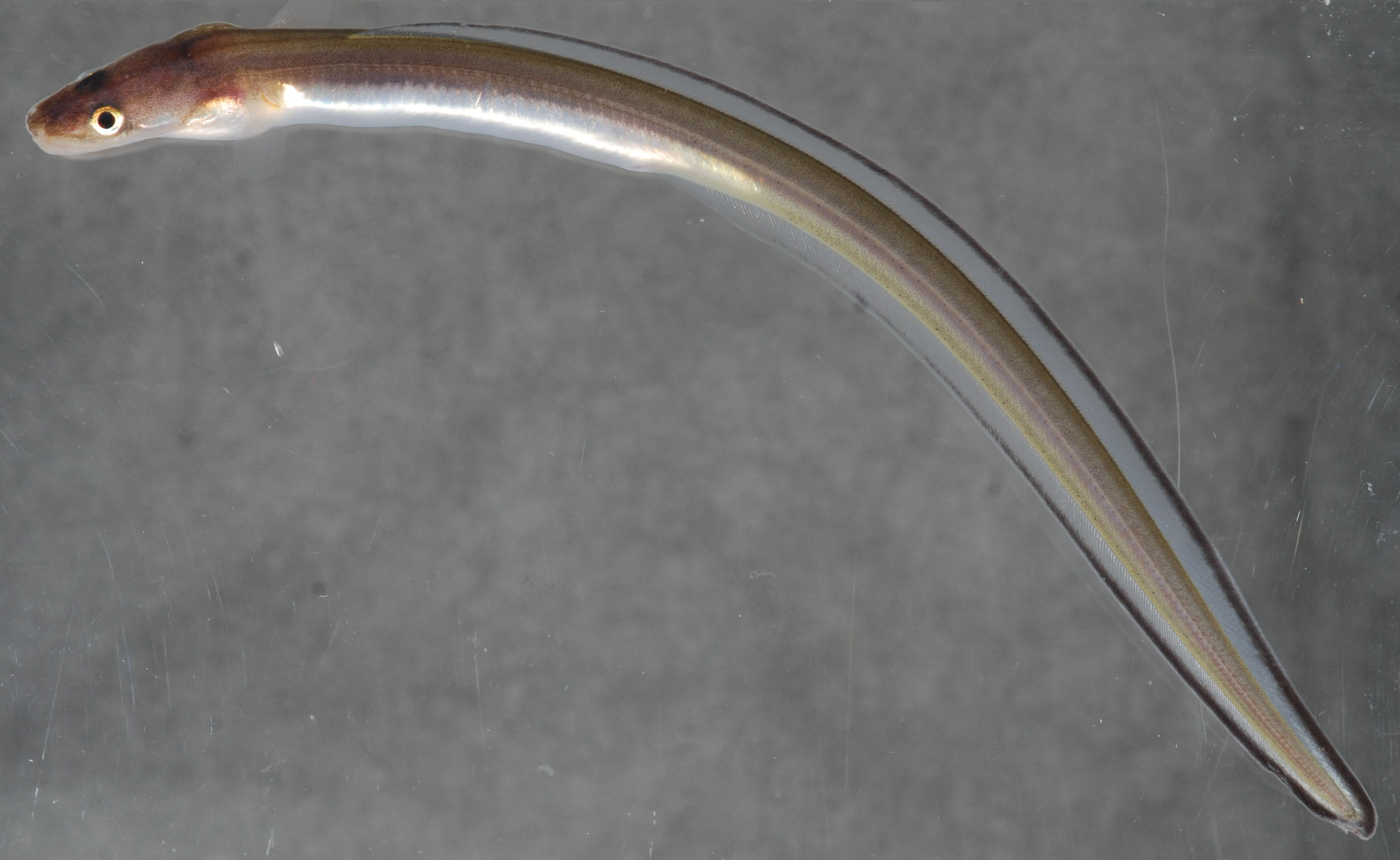
Conger oceanicus

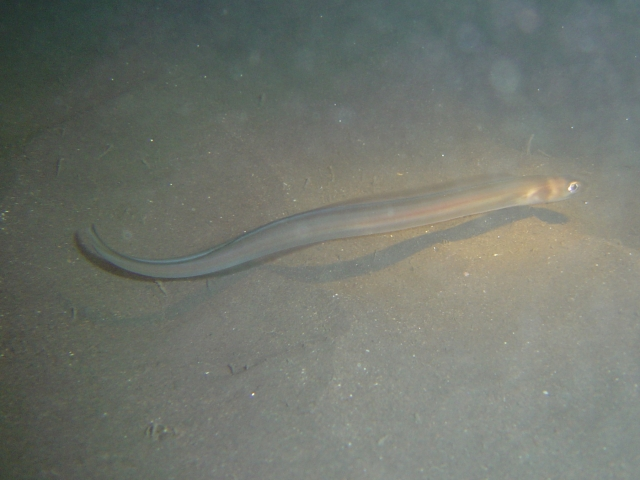
Ariosoma balearicum

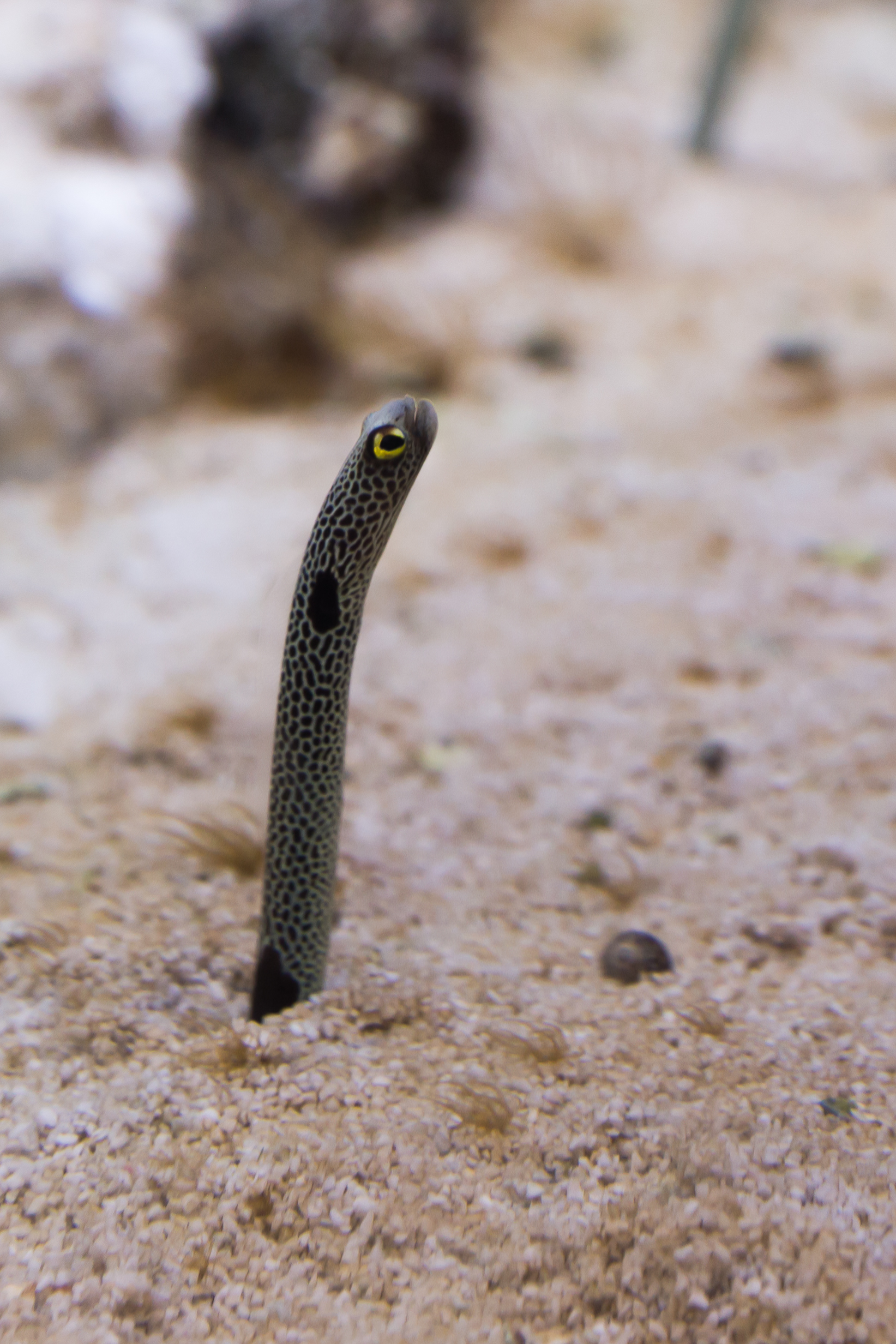
Heteroconger hassi

- Congrinae
- Bathymyrinae
- Heterocongrinae

### Gêneros
- Acromycter
- Ariosoma
- Bassanago
- Bathycongrus
- Bathymyrus
- Bathyuroconger
- Blachea
- Castleichthys
- Chiloconger
- Conger
- Congrhynchus
- Congriscus
- Congrosoma
- Diploconger
- Gnathophis
- Gorgasia
- Heteroconger
- Japonoconger
- Kenyaconger
- Lumiconger
- Macrocephenchelys
- Parabathymyrus
- Paraconger
- Poeciloconger
- Promyllantor
- Pseudophichthys
- Rhynchoconger
- Scalanago
- Uroconger
- Xenomystax